# Nol Heijerman
Arnoldus Maria Heijerman (Rotterdam, 10 oktober 1940 – aldaar, 23 januari 2015) was een Nederlands voetballer die als rechtsbuiten speelde.

## Loopbaan
Heijerman speelde in de jeugd bij RFC en speelde in zijn diensttijd bij het Amersfoortse HVC, waarmee hij in het seizoen 1961/62 in de Eerste divisie B uitkwam. Van 1963 tot 1967 speelde hij voor Xerxes. Met deze ploeg promoveerde Heijerman in 1966 naar de Eredivisie. Aansluitend speelde hij tot 1975 voor Sparta. Daar werd hij ook wel de "Beatle" genoemd vanwege zijn lange haar, waarmee hij een voorloper was op de Nederlandse voetbalvelden. Met Sparta reikte Heijerman in het seizoen 1970/71 van de KNVB beker tot de finale, die ze verloren  van Ajax.
Heijerman kwam in de competitie 223 keer uit voor Sparta en scoorde daarin 64 goals. Europees kwam hij tot 10 wedstrijden, waarin hij 3 keer scoorde. Hij besloot zijn loopbaan in het seizoen 1975/76 bij Excelsior.
Hij overleed in 2015 op 74-jarige leeftijd na enige tijd ziek te zijn geweest.

## Carrièrestatistieken
| Seizoen         | Club            | Land            | Competitie       | Competitie | Competitie | Beker | Beker | Internationaal | Internationaal | Overig | Overig | Totaal | Totaal |
| Seizoen         | Club            | Land            | Competitie       | Wed.       | Dlp.       | Wed.  | Dlp.  | Wed.           | Dlp.           | Wed.   | Dlp.   | Wed.   | Dlp.   |
| --------------- | --------------- | --------------- | ---------------- | ---------- | ---------- | ----- | ----- | -------------- | -------------- | ------ | ------ | ------ | ------ |
| 1961/62         | HVC             | Nederland       | Eerste divisie B | –          | 8          | –     | 0     | 0              | 0              | 0      | 0      | –      | 8      |
| 1962/63         | HVC             | Nederland       | Tweede divisie B | –          | 5          | –     | 0     | 0              | 0              | –      | 1      | –      | 6      |
| 1963/64         | Xerxes          | Nederland       | Tweede divisie B | 30         | 15         | 1     | 0     | 0              | 0              | 0      | 0      | 31     | 15     |
| 1964/65         | Xerxes          | Nederland       | Tweede divisie B | 26         | 16         | 0     | 0     | 0              | 0              | –      | 1      | –      | 17     |
| 1965/66         | Xerxes          | Nederland       | Eerste divisie   | 26         | 20         | –     | 2     | 0              | 0              | 0      | 0      | –      | 22     |
| 1966/67         | Xerxes          | Nederland       | Eredivisie       | 29         | 12         | 2     | 0     | 0              | 0              | 0      | 0      | 31     | 12     |
| 1967/68         | Sparta          | Nederland       | Eredivisie       | 34         | 19         | 5     | 1     | 0              | 0              | 0      | 0      | 39     | 20     |
| 1968/69         | Sparta          | Nederland       | Eredivisie       | 31         | 7          | 6     | 2     | 0              | 0              | 0      | 0      | 37     | 9      |
| 1969/70         | Sparta          | Nederland       | Eredivisie       | 6          | 1          | 1     | 0     | 0              | 0              | 0      | 0      | 7      | 1      |
| 1970/71         | Sparta          | Nederland       | Eredivisie       | 30         | 8          | 5     | 1     | 6              | 2              | 0      | 0      | 41     | 11     |
| 1971/72         | Sparta          | Nederland       | Eredivisie       | 33         | 10         | 3     | 0     | 4              | 0              | 0      | 0      | 40     | 10     |
| 1972/73         | Sparta          | Nederland       | Eredivisie       | 32         | 11         | 4     | 1     | 0              | 0              | 0      | 0      | 36     | 12     |
| 1973/74         | Sparta          | Nederland       | Eredivisie       | 25         | 3          | 1     | 0     | 0              | 0              | 0      | 0      | 26     | 3      |
| 1974/75         | Sparta          | Nederland       | Eredivisie       | 32         | 5          | 2     | 1     | 0              | 0              | 0      | 0      | 34     | 6      |
| 1975/76         | Excelsior       | Nederland       | Eredivisie       | 13         | 1          | 1     | 0     | 0              | 0              | 0      | 0      | 14     | 1      |
| Carrière totaal | Carrière totaal | Carrière totaal | Carrière totaal  | –          | 141        | –     | 8     | 10             | 2              | –      | 2      | –      | 153    |